# 东莞市中医院
东莞市中医院，又名广州中医药大学东莞医院（附属东莞中医院）、广州中医药大学第九临床医学院，是一所院本部位于广东省东莞市东城街道的三级甲等中医专科医院，为广州中医药大学（参照）直属附属医院，由东莞市卫生健康局主管。
医院成立于1965年12月1日，于2020年挂牌广州中医药大学东莞医院，成为广州中医药大学（参照）直属附属医院，2022年挂牌广州中医药大学第九临床医学院。

## 院区
东莞市中医院现有3个院区，分别位于东莞市东城街道、莞城街道。
- 院本部（总院）：东莞市东城街道松山湖大道东城段3号
- 分院：东莞市莞城街道东门路莞城段61号
- 莞翠中医门诊部：东莞市东城街道东升路88号